# Veyrier-du-Lac
Veyrier-du-Lac è un comune francese di 2 217 abitanti situato nel dipartimento dell'Alta Savoia della regione dell'Alvernia-Rodano-Alpi.

## Società

### Evoluzione demografica
Abitanti censiti